# Mikkel Revbreen
De Mikkel Revbreen is een gletsjer op het eiland Nordaustlandet, dat deel uitmaakt van de Noorse eilandengroep Spitsbergen.

## Geografie
De gletsjer ligt op het schiereiland Laponiahalvøya, onderdeel van Gustav-V-land. Hij is zuid-noord georiënteerd en heeft een lengte van ongeveer twee kilometer.
Op het schiereiland liggen nog twee gletsjers, de tien kilometer westelijker gelegen Snøtoppbreen en de ongeveer tien kilometer naar het noordwesten gelegen Vågsbreen.